# Monument (album de Miss May I)
Pour les articles homonymes, voir Monument (homonymie).
Albums de Miss May I
Apologies Are for the Weak At Heart
Monument est un album de metalcore sorti le 17 août 2010, par Rise Records.

## Liste des chansons
1. Our Kings 	03:11
2. Masses of a Dying Breed (ft. Caleb Shomo of Attack Attack) 	04:01
3. Answers 	02:49
4. Relentless Chaos 	03:23
5. Creations 	02:46
6. Gears 	04:00
7. Colossal 	03:37
8. We Have Fallen 	04:17
9. In Recognition 	03:16
10. Monument 	03:40

## Bonustrack (Itunes Edition)
Rust (ft. Brandan Schieppati of Bleeding Through) 	03:41

## Monument (Deluxe Edition)
Album sorti en 2011.
1. My Hardship
2. Descending Discovery
3. Forbidden
4. Our Kings
5. Masses of a Dying Breed
6. Answers
7. Relentless Chaos
8. Creations
9. Gears
10. Colossal
11. We Have Fallen
12. In Recognition
13. Monument
14. Rust

## Référence(s)
1. ↑  www.spirit-of-metal.com/album-groupe-Miss_May_I-nom_album-Monument-l-fr.html